# Leptonetela zhai
Espèce
Leptonetela zhai est une espèce d'araignées aranéomorphes de la famille des Leptonetidae.

## Distribution
Cette espèce est endémique du Guangxi en Chine,.

## Description
La femelle décrite par Wang, Xu et Li en 2017 mesure 2,12 mm.

## Publication originale
- Wang & Li, 2011 : A further study on the species of the spider genus Leptonetela (Araneae: Leptonetidae). Zootaxa, no 2841, p. 1-90.